# カール・ハインリヒ・コッホ

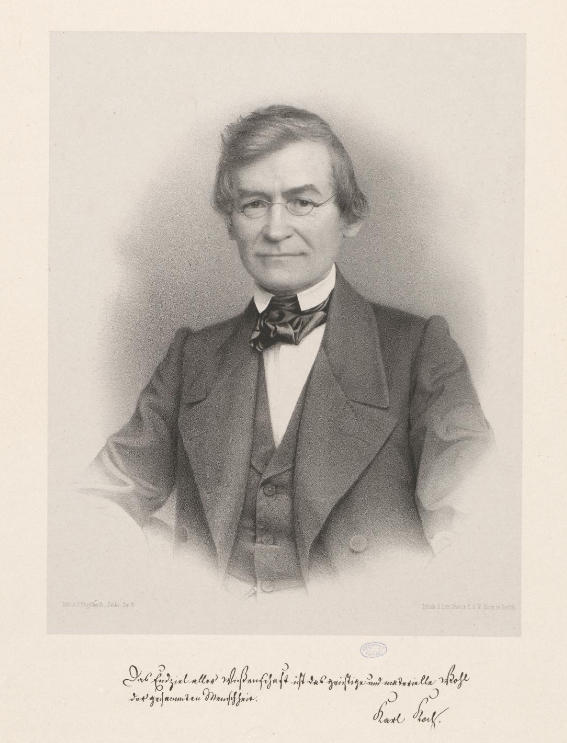
Karl Heinrich Koch

カール・ハインリヒ・コッホ（Karl Heinrich Emil Koch, 1809年6月6日 - 1879年5月25日）はドイツの植物学者である。北部トルコを含むコーカサス地方の植物調査を行った。

## 生涯
ヴァイマルのエッタースベルク (Ettersberg) で生まれた。イェーナ大学、ヴュルツブルク大学で学び、1834年からイェーナ大学で教え始めた。1836年から1938年の間、南ロシアの調査を行い、1843年から1844年には小アジア、アルメニア、カピス海、コーカサス山地を訪れ、これらの成果は『オリエントの旅行』(Wanderungen im Orient, Weimar, 1846-1847) として出版された。
1847年にベルリン大学に移り、後に助教授に任じられた。1849年からベルリン植物園で働き、1852年にベルリン園芸協会 (Verein zur Beförderung des Gartenbau) の事務局長を務め、『園芸植物週刊誌』(Wochenschrift für Gartnerei und Pflanzenkunde, 1858-1872) を出版した。
専門分野は樹木学や園芸学であったが、民俗学などの分野の著作も残した。

## 著作
- Wanderungen im Oriente, 1846.
- Hortus dendrologicus, 1853–1854.
- Die botanischen Gärten. Ein Wort zur Zeit., 1860.
- Dendrologie, 1869 bis 1873.
- Die deutschen Obstgehölze, 1876.